# لوپ

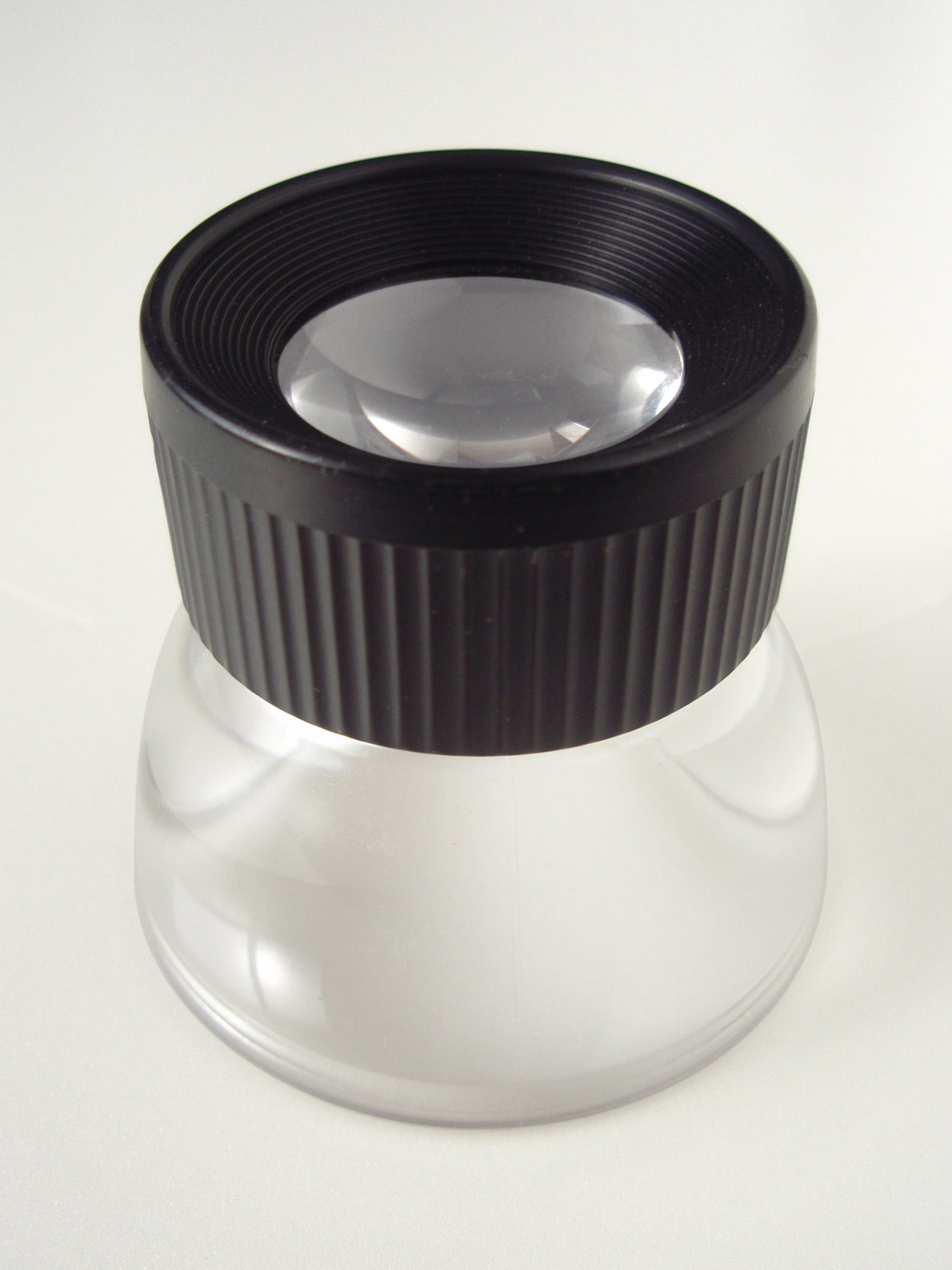
لوپ ساده

لوپ (به فرانسوی: Loupe) وسیله بزرگنمایی است که برای دیدن اجسام ریز یا وضوح اشیاء بکار برده می‌شود. بیشترین کاربرد آن در جواهرسازی و پزشکی و دندانپزشکی است.

## انواع

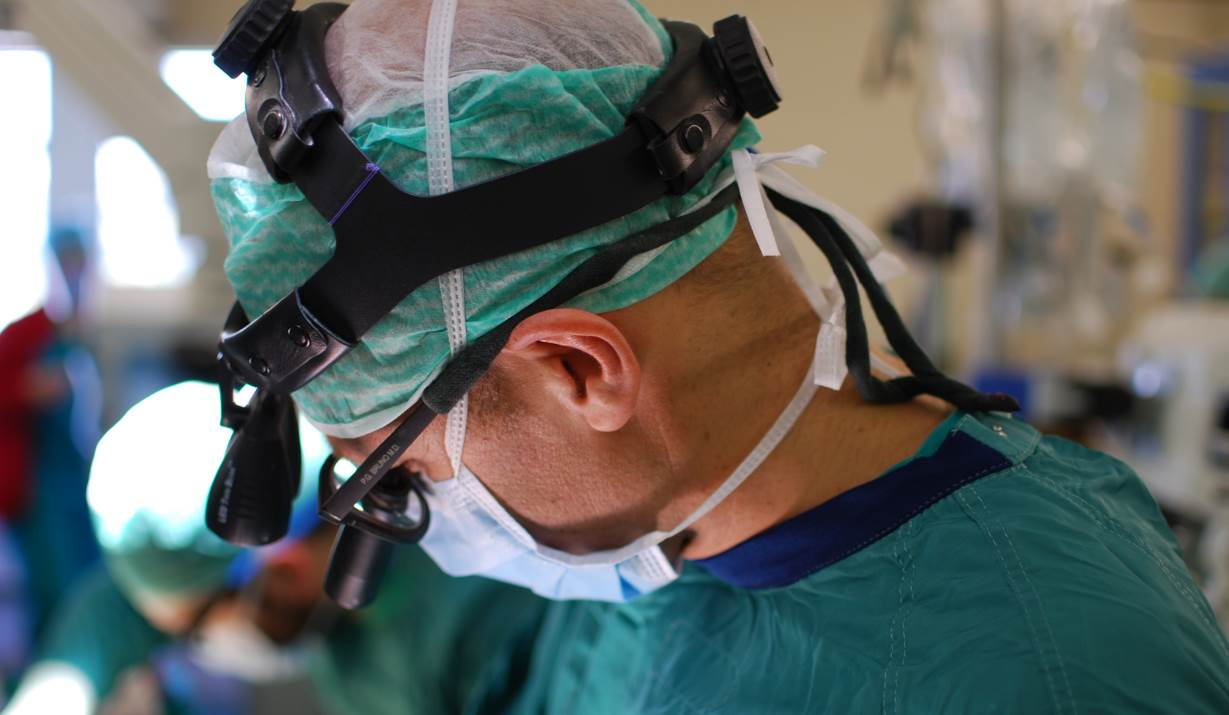
لوپ در قاب عینک

لوپ‌ها حداقل دارای دو عدسی بوده و بزرگنمایی آنها برحسب نوع عدسی از ۲/۵ الی ۶ برابر می‌باشد.
- لوپ گالیله. همان لوپ ساده با دو عدسی همگرا و واگرا است و بیشترین کاربرد در جواهر سازی و پزشکی دارد و بزرگنمایی آن ۲/۵ برابر است.
- لوپ منشوری. که علاوه بر عدسی، دارای لایه منشوری است و بزرگنمایی آن بیشتر بوده و از ۳/۲ الی ۶ برابر است. بیشتر کاربرد آن در جراحی‌های قلب و عروق و مغز و پی است.

مشخصات کاربردی لوپ‌ها مانند عمق میدان، فاصله تا سوژه، شفافیت عدسی، دامنه دید و کیفیت عدسی‌ها متفاوت بوده و به نوع کار اشخاص بستگی دارد.
- لوپ آزمایشگاهی. وسیله ایست جهت انتقال و توزیع نمونه مورد نظر بر روی پلیتهای حاوی محیط‌های کشت میکروبی، ویروسی و سلولی.